# Learjet 35
Los Learjet Model 35 y Model 36 son una serie de aviones ejecutivos multipropósito y de transporte militar fabricados por la empresa estadounidense Learjet. Cuando es utilizado por la USAF, lleva el nombre de C-21A.
El avión cuenta con dos motores turbofán Garrett TFE731-2. Su cabina está pensada para 6-8 pasajeros. El Model 36 tiene un estrechamiento del fuselaje en la zona de pasajeros, para proporcionar más espacio a los depósitos de combustible. Está diseñado para efectuar vuelos de largo alcance.
Los motores están montados a los lados de la parte posterior del fuselaje. La alas están equipadas con flaps de una única pieza. Los depósitos de combustible del ala distinguen a este modelo de otros que tienen funciones similares.

## Desarrollo
La idea de construir el LJ35 comenzó con el Learjet 25BGF (con GF refiriéndose a "Garrett Fan"), un Learjet 25 con un nuevo, por aquel entonces, motor turbofán TFE731 instalado en el lado izquierdo en lugar del motor General Electric CJ610 turborreactor del LJ25. Este avión de pruebas voló por primera vez en mayo de 1971. Como resultado del incremento de potencia y la reducción de emisiones acústicas del nuevo motor, Learjet continuó mejorando el diseño, y en lugar de ser otra variante del 25, se convirtió en modelo propio, el 35.

## Componentes del Learjet 35A
Estados Unidos

### Propulsión
| Sistema | País                      | Fabricante         | Notas           |
| ------- | ------------------------- | ------------------ | --------------- |
| Motor   | Bandera de Estados Unidos | Garrett AiResearch | 2 × TFE731-2-2B |

## Historia operacional
En 1976, el golfista profesional americano Arnold Palmer utilizó un Learjet 36 para establecer una nueva plusmarca de la clase en dar de vuelta al mundo de 22 894 millas (36 990 km) completándola en 57 horas, 25 minutos y 42 segundos.
El Learjet 35 se convirtió en el eje principal del Escuadrón Fénix durante la guerra de las Malvinas de 1982.
La producción de las series 35/36 concluyó en 1994.
En enero de 2007, la base de datos de la Junta Nacional de Seguridad del Transporte de los Estados Unidos tenía registrados diecinueve accidentes fatales para el 35/35A, y dos para el 36/36A.

## Variantes

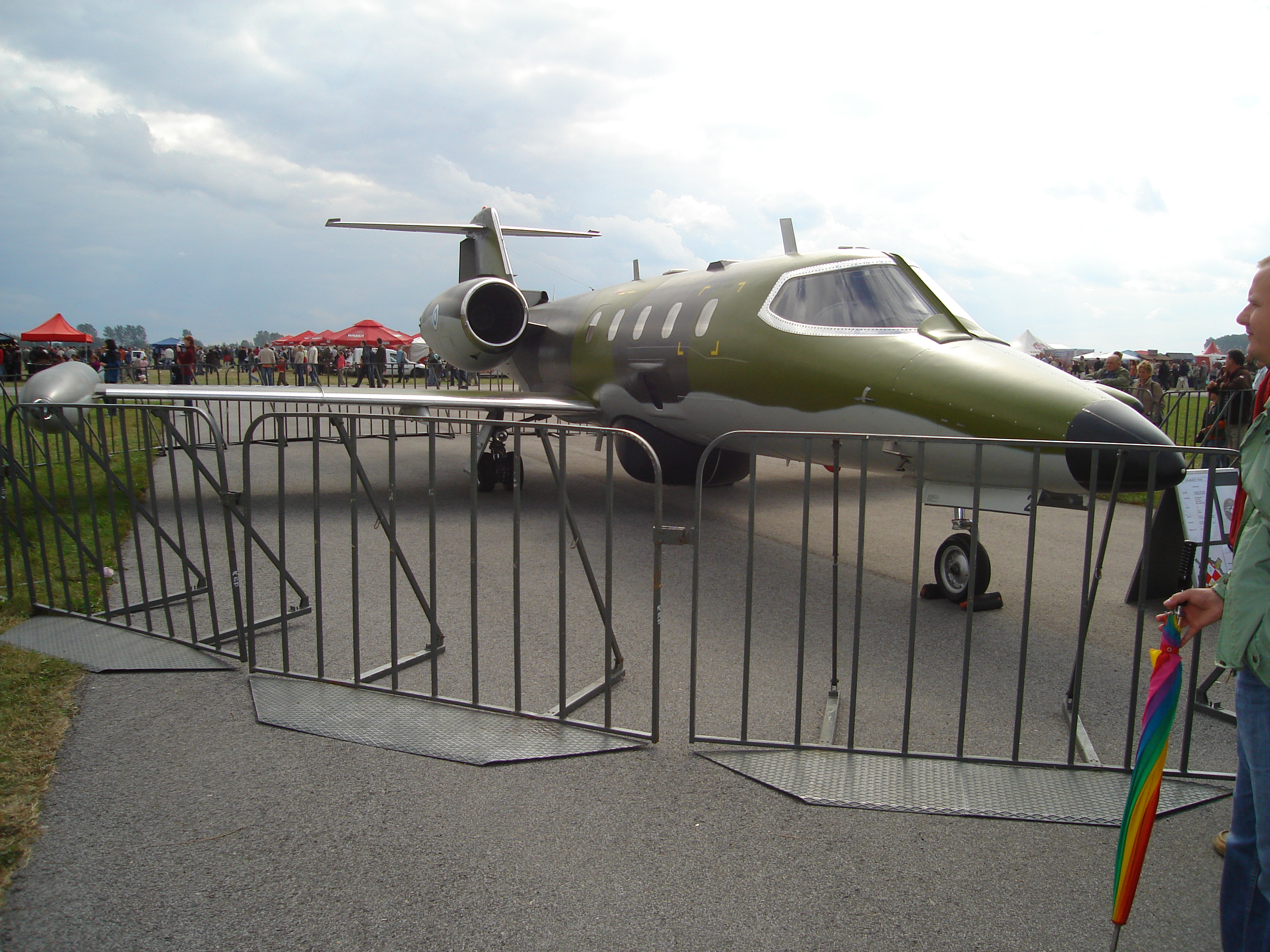
El Learjet 35AS.

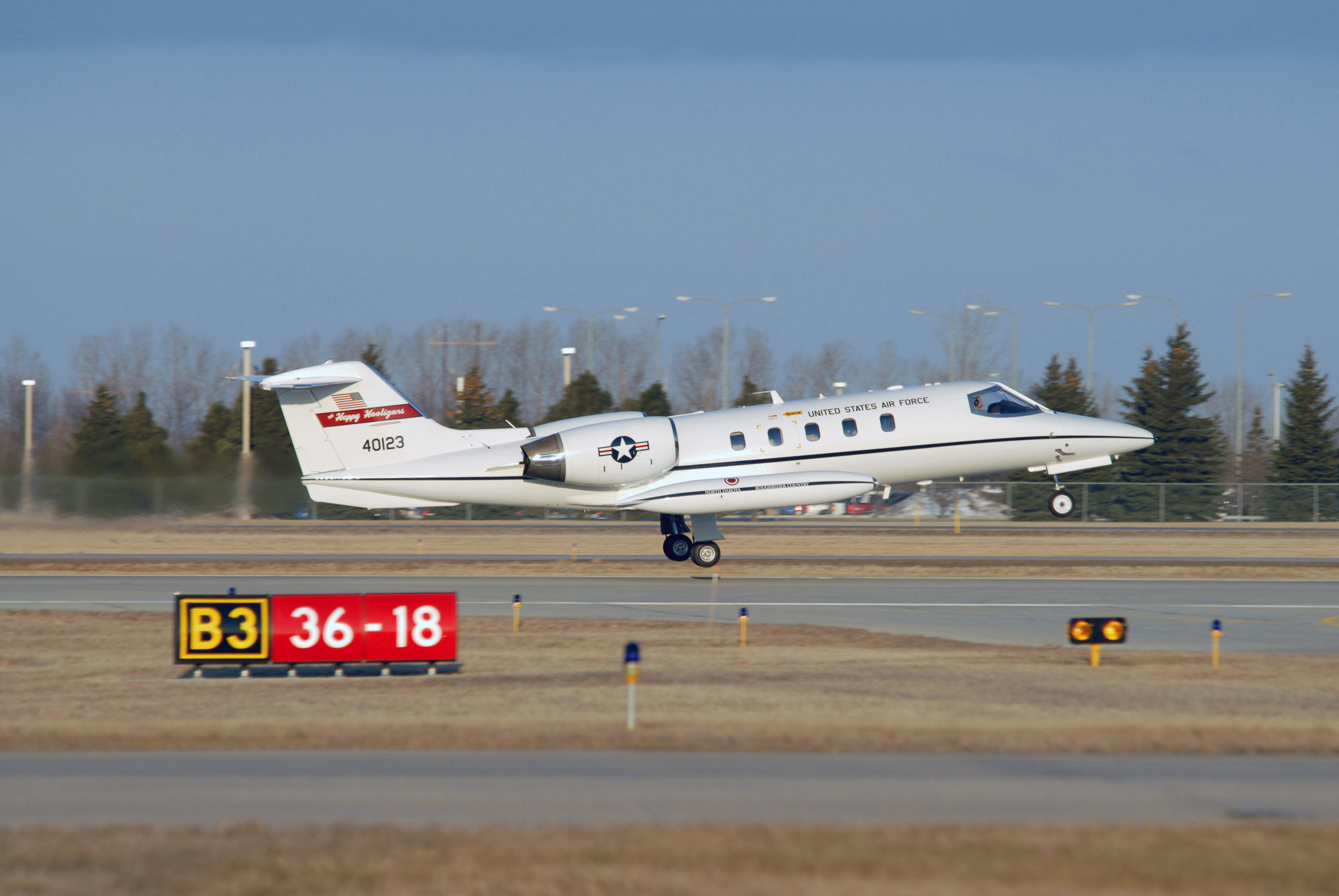
Un C-21A Learjet ligado a la Guardia Aérea Nacional de Dakota del Norte (NDANG) en el Ala Aérea 119.

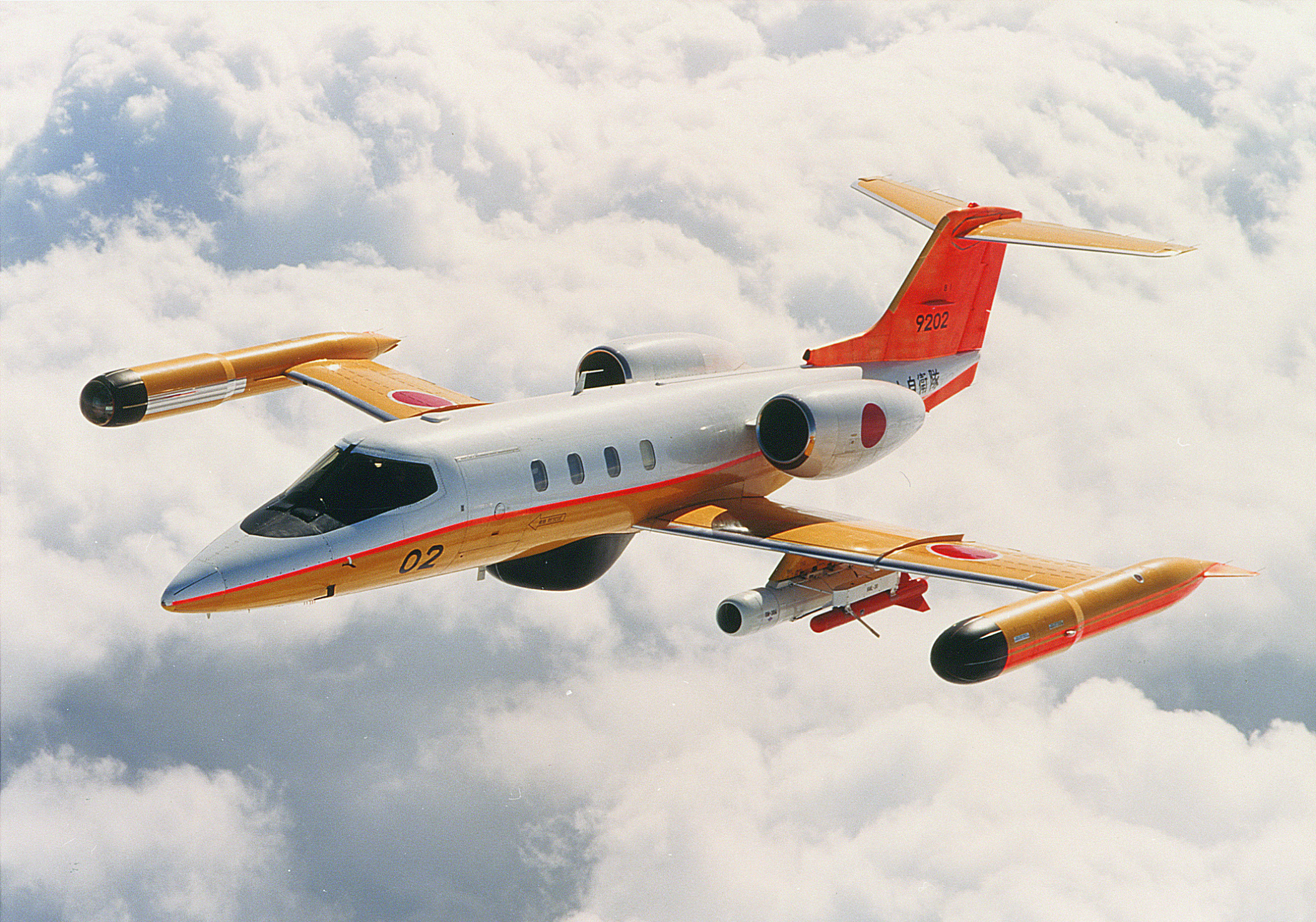
U-36A de la Fuerza Marítima de Autodefensa de Japón.

Learjet 35
El Model 35 original contaba con dos motores TFE731-2-2A y era 13 plg (33,0 cm) más largo que su predecesor, el Model 25. El primer vuelo del prototipo del Model 35 fue el 22 de agosto de 1973, y el avión fue certificado por la FAA en julio de 1974. Puede transportar hasta ocho pasajeros. Se construyeron 64 aviones del Model 35.
Learjet 35A
El Model 35A es una mejora del Model 35 con motores TFE731-2-2B y un alcance de 2 789 millas, con una capacidad de combustible de 3 524 litros con repostajes directos a cada depósito de las alas. Comenzó a volar en 1976, reemplazando al 35. Más de 600 35A fueron construidos, con una línea de producción que acabó con el número de serie 677, en 1993.
C-21A
El C-21A es una variante militar del Learjet 35A, con capacidad para ocho pasajeros y 1,26 m³ de carga. Además de su papel normal, el avión es capaz de transportar niños durante las evacuaciones médicas. La entrega de los C-21A comenzó en abril de 1984 y concluyó en octubre de 1985. Dyncorp International proporciona un apoyo logístico total en siete puntos del mundo. Hay 38 de estos aviones en servicio, y dieciocho en la Guardia Aérea Nacional.
EC-21A
Versión de entrenamiento de Guerra Electrónica del Learjet 35A.
PC-21A
Versión de patrulla marítima y guerra antisubmarina del Learjet 35A, equipada con un radar de búsqueda, FLIR, escáner de infrarrojos, sistemas ESM y MAD, TV de alta resolución, además de un pilón bajo cada ala, capaz de soportar hasta 454 kg de peso.
RC-21A
Versión de reconocimiento del Learjet 35A, equipada con cámaras fotográficas oblicuas de largo alcance y radar sintético de apertura de visión lateral.
Learjet 36
El Model 36 es prácticamente idéntico al 35, a excepción de que cuenta con un depósito vde combustible más grande, que le da 500 millas más de alcance, pero reduciendo la longitud de la zona de pasajeros en 0,46 metros. Fue certificado, junto con el 35, en julio de 1974.
Learjet 36A
Como el 35A, el Model 36A tiene una mejora de los motores y un aumento del peso máximo permitido. Fue introducido en 1976, reemplazando el 36.
R-21A
Versión de reconocimiento del Learjet 36A, equipado con cámaras fotográficas oblicuas de largo alcance, SLAR y sistema de cámaras de vigilancia.
U-21A
Versión de entrenamiento de transporte del 36A. Cuatro fueron construidos para la Fuerza Marítima de Autodefensa de Japón.

## Operadores

### Civiles
- Deutsche Rettungsflugwacht
- Tenil Aviación
- Heligolfo Colombia
- Sarpa S.A.S

### Militares
Argentina
- Fuerza Aérea Argentina

 Brasil
- Fuerza Aérea Brasileña

 Bolivia
- Fuerza Aérea Boliviana

 Chile
- Fuerza Aérea de Chile

 Estados Unidos
- Fuerza Aérea de los Estados Unidos

 Finlandia
- Fuerza Aérea Finlandesa

 Japón
- Fuerza Marítima de Autodefensa de Japón

 Perú
- Fuerza Aérea del Perú

 Suiza
- Fuerza Aérea Suiza

## Accidentes
- El 7 de junio de 1982, el Learjet 35A de la Fuerza Aérea Argentina, con registro T-24, fue derribado por un misil Sea Dart disparado por el HMS Exeter durante la guerra de las Malvinas, falleciendo a las cinco personas a bordo.
- El 13 de febrero de 1983, el Learjet 35A que transportaba a un empresario de Sri Lanka (Mr. Upali Wijewardene) desapareció sobre el Estrecho de Malaca (Malasia). Los restos nunca fueron encontrados.[5]
- El 15 de mayo de 1984, un avión Learjet 35A, perteneciente a la Gobernación de Tierra del Fuego, se estrelló en aguas del canal de Beagle en cercanías de la ciudad de Ushuaia; muriendo doce personas, incluyendo la tripulación. Entre los pasajeros a bordo, se encontraba el exgobernador de Tierra del Fuego Ramón Alberto Trejo Noel, acompañado de miembros de su gabinete.[6][7]
- El 17 de abril de 1995, un C-21 se estrelló en una zona arbolada cerca de Alexander City, Alabama, muriendo las ocho personas a bordo, incluyendo a Clark G. Fiester, Secretario de Adquisiciones de la Fuerza Aérea, y al mayor general Glenn A Profitt II.
- El 24 de diciembre de 1996, un Learjet 35A se estrelló en Nuevo Hampshire, Estados Unidos. Fue la misión de búsqueda más larga en la historia del estado, y que supuso la obligatoriedad de instalar localizadores de emergencia en todos los aviones ejecutivos.
- El 29 de agosto de 1999, un Learjet 35A, propiedad de Corporate Jets, Inc. y con registro estadounidense, fue derribado cerca de Adwa, Etiopía, mientras volaba de Luxor, Egipto, a Nairobi, Kenia, con la pérdida de tres vidas.
- El 25 de octubre de 1999, el golfista profesional Payne Stewart murió en el accidente de un Learjet 35. El avión sufrió una pérdida de presión en cabina poco después de comenzar el vuelo. Se cree que todas las personas a bordo murieron de hipoxia por falta de oxígeno. El avión fue perseguido por cazas desde que se perdió el contacto y voló más de 2000 km antes de estrellarse en Dakota del Sur, al acabarse el combustible.[8]
- El 2 de mayo de 2000, el conductor de F1 David Coulthard sobrevivió a un accidente de Learjet 35. Su avión alquilado volaba del Aeródromo de Farnborough al Aeropuerto Internacional de Niza Costa Azul cuando experimentó un fallo de motor, y se estrelló mientras efectuaba un aterrizaje de emergencia en el Aeropuerto de Lyon-Saint Exupéry cerca de Lyon, Francia. Mientras Coulthard resultó herido leve, el morro del avión quedó desintegrado, muriendo ambos pilotos.[9][10]
- El 9 de marzo de 2006, un Learjet 35A de la Fuerza Aérea Argentina (T-21) se estrelló poco después de despegar del Aeropuerto Internacional El Alto en La Paz, Bolivia. Fallecieron las seis personas a bordo. El Learjet fue enviado a Bolivia para entregar ayuda humanitaria.[11]
- El 2 de junio de 2006, un Learjet 35, registrado a nombre de Pat Robertson, se estrelló a media milla del Aeropuerto de Groton-New London en Groton (Connecticut). Ambos pilotos murieron; sin embargo, los tres pasajeros a bordo resultaron ilesos. Robertson no estaba a bordo del avión.
- El 4 de noviembre de 2007, un Learjet 35A se estrelló en São Paulo, Brasil, tras un intento fallido de despegue. Destruyó una casa en una zona residencial, cerca del Aeropuerto Campo de Marte, muriendo el piloto, el copiloto y seis personas de la misma familia que estaban en la casa.[12]
- El 5 de mayo de 2020, un Learjet 35A sanitario, matrícula LV-BXU, se estrelló en el aeropuerto de Esquel, Argentina, con cuatro personas a bordo. Los dos pasajeros murieron, mientras que el copiloto murió dos días después, quedando el capitán en estado grave.[13]
- El 20 de abril de 2021, un Learjet 35A sufrió un accidente en el Aeropuerto Belo Horizonte Pampulha, Brasil, mientras intentaba aterrizar. Según informes iniciales, a bordo viajaban tres personas de las que desafortunadamente un piloto perdió la vida. El Learjet 35A poseía la matrícula PR-MLA.[14]
- El 1 de julio de 2022, un Learjet 35A sanitario, matrícula LV-BPA, sufrió un accidente en el aeropuerto de Río Grande Gob. Ramón Trejo Noel, en la Provincia de Tierra del Fuego, Antártida e Islas del Atlántico Sur, Argentina.[15]

## Especificaciones (35A/36A)
Referencia datos: Airliners.net

### Características generales
- Tripulación: Dos (piloto y copiloto)
- Capacidad: 8 pasajeros
- Carga: 1433 kg
- Longitud: 14,8 m (48,7 ft)
- Envergadura: 12 m (39,5 ft)
- Altura: 3,7 m (12,2 ft)
- Superficie alar: 23,5 m² (253 ft²)
- Peso vacío: 4590 kg (10 116,4 lb)
- Peso máximo al despegue: 8300 kg (18 293,2 lb)
- Planta motriz: 2× turbofán Garrett TFE731-2-2B.
  - Empuje normal: 15,6 kN (1591 kgf; 3507 lbf) de empuje cada uno.
- Capacidad de combustible: 3524 litros (4240 litros en vuelo ferry).

### Rendimiento
- Velocidad máxima operativa (Vno): 872 km/h (542 MPH; 471 kt)
- Velocidad crucero (Vc): 774 km/h (481 MPH; 418 kt)
- Alcance: 4070 km (2198 nmi; 2529 mi) con cuatro pasajeros, depósito de combustible lleno y reservas (35A)
- Techo de vuelo: 11 427 m (37 490 ft)

## Aeronaves relacionadas

### Secuencias de designación
- Secuencia Numérica (interna de Learjet): ← 25 - 28/29 - 31 - 35/36 - 40 - 45 - 54 →
- Secuencia C-_ (Aviones de Carga estadounidenses, 1962-presente): ← C-18 - C-19 - C-20A-D/F-H - C-21 - C-22 - C-23 - C-24 →